# Río Puelo
El río Puelo es un curso fluvial binacional que nace en Argentina, cruza a Chile y desemboca en las costas del océano Pacífico.

## Trayecto
Nace en el lago Puelo, en el parque nacional Lago Puelo, en el noroeste de la provincia de Chubut, Argentina. En su curso superior,a la salida del lago Puelo cruza la frontera hacia Chile y forma allí el Lago Inferior. Recibe los emisarios de los lagos Las Rocas, Verde, Totoral, Azul y del río Ventisquero.  
En su curso medio, recibe al río Manso, su principal afluente, y da origen al lago Tagua Tagua para finalmente desembocar en el océano Pacífico, en la parte media del estuario de Reloncaví, en la localidad de Río Puelo, al oriente de la ciudad de Puerto Montt, en la Región de Los Lagos. 
En su cuenca hidrográfica chilena se encuentran cinco cuerpos de agua clasificados como lagunas menores: los lagos Azul (13,28 km²), Tagua Tagua (12,5 km²), De Las Rocas (9,74 km²), Vidal Gormaz (6,02 km²) e Interior (5,08 km²). Además de otros 63 cuerpos de agua de menor tamaño.: 45 
En su parte argentina, la hoya hidrográfica comprende los lagos Puelo, Hess, Steffen, Epuyen y otros.
Los dos principales ríos que alimentan al lago Puelo son el río Azul y río Epuyén (que nace en el lago Epuyén). Los valles del Puelo y del río Azul son en realidad un mismo gran valle glaciar dividido por el lago Puelo.

## Caudal y régimen
Es un río de régimen pluvial y nival.: 453 

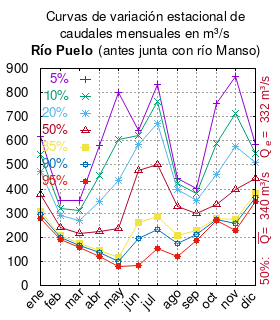
Curvas de variación estacional del río Puelo antes de junta con el río Manso.

El caudal del río (en un lugar fijo) varía en el tiempo, por lo que existen varias formas de representarlo. Una de ellas son las curvas de variación estacional que, tras largos periodos de mediciones, predicen estadísticamente el caudal mínimo que lleva el río con una probabilidad dada, llamada probabilidad de excedencia. La curva de color rojo ocre (con {\displaystyle {\color {Red}\vartriangle }}) muestra los caudales mensuales con probabilidad de excedencia de un 50%. Esto quiere decir que ese mes se han medido igual cantidad de caudales mayores que caudales menores a esa cantidad. Eso es la mediana (estadística), que se denota Qe, de la serie de caudales de ese mes. La media (estadística) es el promedio matemático de los caudales de ese mes y se denota {\displaystyle {\overline {Q}}}. 
Una vez calculados para cada mes, ambos valores son calculados para todo el año y pueden ser leídos en la columna vertical al lado derecho del diagrama. El significado de la probabilidad de excedencia del 5 % es que, estadísticamente, el caudal es mayor solo una vez cada 20 años, el de 10 % una vez cada 10 años, el de 20 % una vez cada 5 años, el de 85 % quince veces cada 16 años y la de 95 % diecisiete veces cada 18 años. Dicho de otra forma, el 5% es el caudal de años extremadamente lluviosos, el 95 % es el caudal de años extremadamente secos. De la estación de las crecidas puede deducirse si el caudal depende de las lluvias (mayo-julio) o del derretimiento de las nieves (septiembre-enero).

## Historia
Luis Risopatrón lo describe en su Diccionario Jeográfico de Chile:: 705 
Puelo (Río). Nace en el lago Inferior i corre hacia el NW, en parte por entre barrancas de entre 80 i 100 m de altura i menos torrentoso i más accesible en otros trechos, interrumpidos por fuertes correntadas, rápidos i abundantes palizadas; su valle es ancho, abierto i serpentea, entre riberas bajas, cubiertas de una vejetación exhuberante, desde 7 kilómetros antes de su confluencia con el río Manso hasta el lago Taguatagua. Presenta pendientes escalonadas i rápidos complicados, que excluyen la posibilidad de navegación entre La Apretura i Las Gualas, lugar hasta donde alcanzan las mareas; se ha medido en circunstancias normales 2,4 m por segundo para la velocidad del agua en la parte media del río, frente a la desembocadura del río Puelo Chico i alcanza solamente a la mitad de esta cifra más abajo. Concluye por afluir a la ribera E del estero de Reloncaví por un canal de más de 5 m de profundidad i 300 de ancho, de fácil entrada por faltarle la barra; las serranías boscosas que bordean el valle inferior por el lado N, dejan algunas fajas llanas de mediana estensión a lo largo del río, que se precipita además entre paredes abruptas e inaccesibles. Se encuentran llanos más espaciosos por los que es posible el tránsito hasta más arriba de Las Gualas, en la ribera S, en los que se ven a ambos lados, casitas de madera de los oriundos de Chiloé, que han rozado el campo, lo han transformado en chacras i trigales i apacentan ganado vacuno i lanar. El largo total comprende unos 150 kilómetros con 8170 km² de hoya hidrográfica i unos 200 m³ de caudal en aguas moderadas las que son cristalinas i de elevadas temperaturas, con relación al aire ambiente a la salida del sol i en las que según se dice han disminuído los peces después de las erupciones de ceniza del volcán Calbuco en 1893; en 1903 se erijieron 2 pirámides en sus riberas entre los lagos Puelo e Inferior, que demarcan la línea de límites con la Arjentina.
Su nombre proviene del mapudungún: Está en el este.
Francisco Solano Asta-Buruaga y Cienfuegos escribió en 1899 en su obra póstuma Diccionario geográfico de la República de Chile sobre el río:
Río que corre por el término austral del departamento de Llanquihue. Procede de una laguna chica situada entre las sierras de los Andes por los 41° 52' Lat. y 71° 53' Lon.; se dirige hacia el NO., rellena una hondonada de esas sierras, formando el lago llamado de Taguatagua, de una extensión de 12 kilómetros del SE. al NO. y de tres de ancho; desde la salida de ese bello receptáculo de cristalinas aguas toma dirección hacia el SO. y va á desaguar en la izquierda del estuario de Reloncaví por los 41º 39' Lat. y 72° 21' Lon. Su curso ahocinado al principio, más abierto después y ceñido de márgenes selvosas, es tortuoso y rápido con excepción de su parte inferior, y de una longitud que no baja de 65 kilómetros. Es de moderado caudal.
El río Puelo es mencionado varias veces en el texto emitido por la corona Británica, en el Laudo limítrofe entre Argentina y Chile de 1902. La Corona británica otorgó a Argentina la cuenca superior y a Chile la cuenca baja del río mediante un límite definido así:
...hasta el pico más alto del monte Tronador. Desde allí continuará siguiendo la divisoria de aguas que separa las hoyas de los ríos Blanco y Leones (o León), por el lado del Pacífico, de la hoya superior del río Manso y sus lagos tributarios aguas arriba de un punto en longitud 71° 52' O, donde la dirección general del curso del río cambia de N.O. a S.O.
Cruzando el río en ese punto continuará siguiendo la división de aguas que separa las hoyas del Manso, aguas arriba de la vuelta, y la del Puelo, aguas arriba del lago Inferior, de las hoyas de los cursos inferiores de estos ríos, hasta tocar un punto a medio camino entre los lagos Puelo e Inferior, donde cruzará el río Puelo.
Desde allí subirá para seguir la división de aguas del alto macizo nevado que separa las hoyas del Puelo, aguas arriba del lago inferior, y del Futaleufú, aguas arriba de un punto en longitud 71° 48' O, de las hoyas inferiores de los mismos ríos.

## Población, economía y ecología

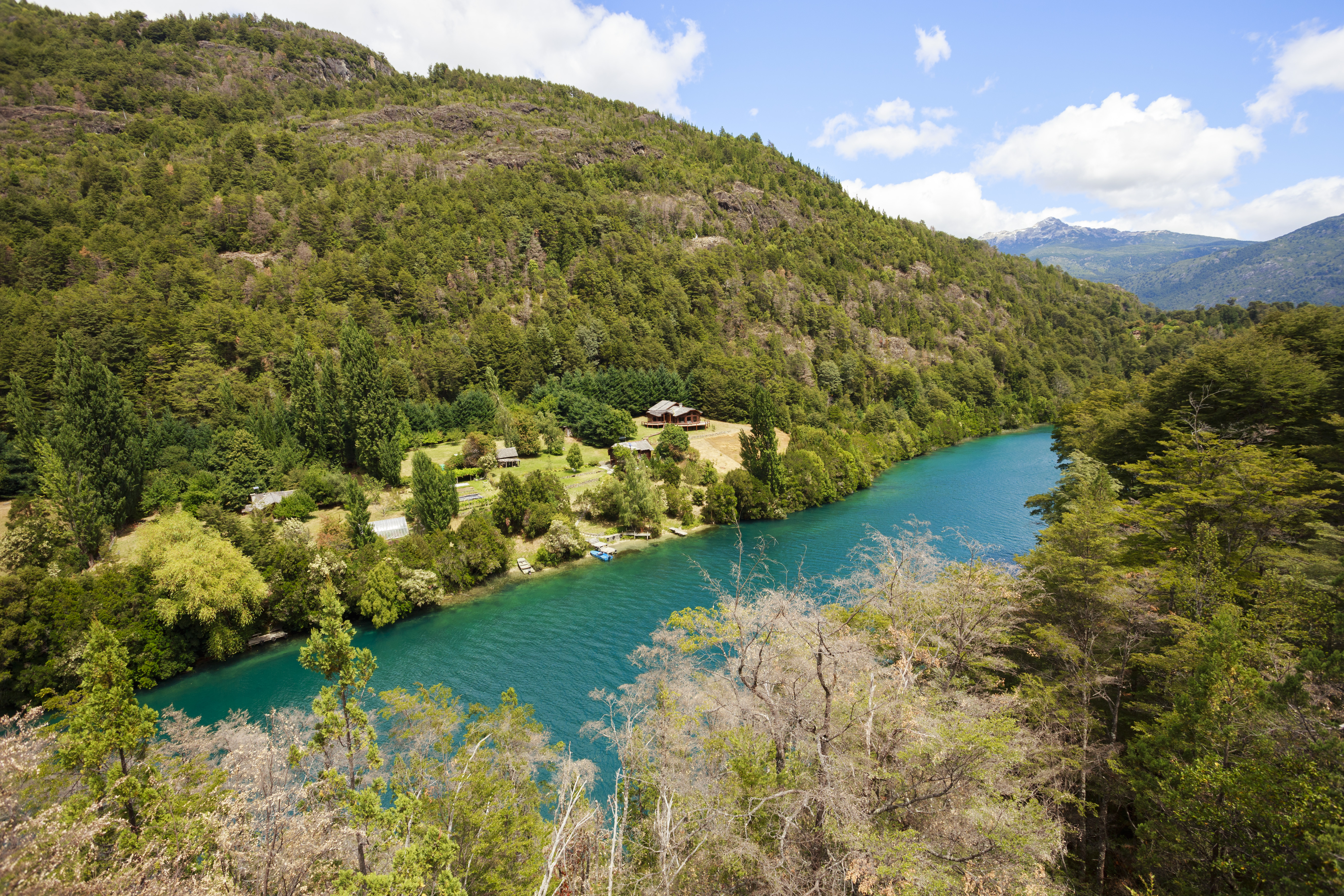
Río Puelo, antes de llegar al lago Inferior.